# Baedeker Blitz
Il cosiddetto Baedeker Blitz fu una campagna di bombardamenti strategici attuata dalla Luftwaffe tedesca tra il maggio e l'aprile 1942 ai danni dell'Inghilterra.
I raid aerei furono pianificati in risposta al devastante incremento delle incursioni di bombardieri della Royal Air Force sulle città tedesche, avviato a partire dal marzo 1942; lo scopo del "Blitz" era quello di rispondere colpo-su-colpo alle azioni britanniche nella speranza che la RAF riducesse le sue incursioni. Per incrementare gli effetti del bombardamento sul morale della popolazione civile britannica, gli obiettivi delle incursioni furono selezionati per il loro valore storico e culturale più che per la loro importanza militare o industriale.
Da ogni punto di vista, il Baedeker Blitz fu un fallimento per la Luftwaffe. Dopo le esperienze del The Blitz di un anno prima, la RAF aveva enormemente potenziato la sua capacità di contrasto alle incursioni notturne dei bombardieri e le perdite della Luftwaffe si rivelarono insostenibili; i danni inflitti furono relativamente contenuti, e neanche paragonabili a quelli causati dai bombardieri britannici alle città tedesche nello stesso periodo
.

## Antefatti
Nel corso dell'inverno tra l 1941 e il 1942, le campagne di bombardamento strategico avviate da Germania e Regno Unito conobbero entrambe un periodo di riflusso. L'offensiva tedesca, una campagna di bombardamenti notturni sull'Inghilterra nota come The Blitz e in corso ormai da nove mesi, aveva lasciato Londra e altre città britanniche gravemente danneggiate, ma era giunta a una sostanziale conclusione nel maggio 1941 quando le forze della Luftwaffe erano state dirottate in Europa orientale in vista dell'invasione dell'Unione Sovietica; dopo questa data, le azioni tedesche nei cieli inglesi si erano limitate a brevi incursioni colpisci-e-fuggi contro le città lungo la costa. Nel mentre, la campagna di bombardamenti notturni scatenata dal Bomber Command sulle città tedesche si era dimostrata largamente inefficace, come messo bene in luce dal "Butt report" dell'agosto 1941, ed entro il Natale 1941 l'offensiva si era largamente esaurita.
Quando il Bomber Command riprese i suoi attacchi nel marzo 1942 con il bombardamento di Lubecca, si assistette a un incremento dell'efficacia delle sue incursioni. L'introduzione di nuovi apparecchi da bombardamento, come gli Stirling e gli Halifax seguiti poi dai Manchester e dai Lancaster, di nuovi sistemi di radionavigazione come il GEE e l'Oboe e di nuove tattiche messe a punto dal nuovo comandante, il maresciallo Arthur Harris, contribuirono tutti all'incremento dei danni causati dalle incursioni britanniche. Non ultima tra le innovazioni fu l'adozione della strategia del bombardamento a tappeto: prima di questo la RAF aveva tentato di condurre attacchi di precisione puntando alla distruzione di singoli bersagli ben localizzati nel corso di più incursioni in lungo e in largo per la Germania, ottenendo risultati modesti. Nel marzo 1942, e prendendo esempio dal bombardamento di Coventry eseguito dalla Luftwaffe il 14 novembre 1940, la RAF decise di concentrare gli attacchi su un'area ristretta all'interno della quale si potevano individuare più bersagli, distruggendoli tutti con un lancio di bombe "a tappeto"; il fatto che ciò finisse con il radere al suolo tanto le fabbriche quanto le abitazioni civili che vi stavano intorno non era considerato un difetto, visto che le incursioni puntavano anche ad abbattere il morale della popolazione civile. Questa nuova strategia portò alla distruzione del centro di Lubecca, causando un profondo shock nella popolazione e nella dirigenza tedesca.

## La pianificazione

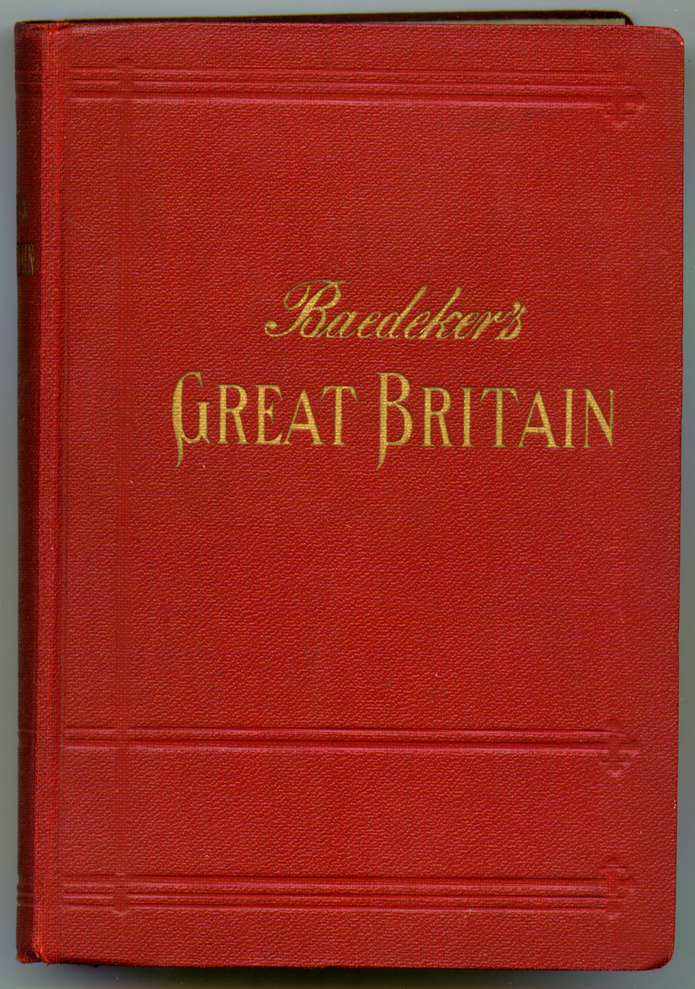
La copertina di una Guida Baedeker della Gran Bretagna del 1937

La distruzione di Lubecca, cui fece seguito il mese successivo quella di Rostock, scosse la dirigenza tedesca, che fino a quel momento considerava i bombardamenti della RAF come poco più di un fastidio; come riportò Joseph Goebbels, «i danni furono enormi» e «è orribile [...] i raid aerei britannici sono cresciuti negli scopi e nell'importanza; se continueranno su questa linea per settimane, potrebbero presumibilmente avere un effetto demoralizzante sulla popolazione». Dopo il bombardamento di Rostock, Goebbels riferì che «l'incursione aerea [...] fu più devastante delle precedenti. La vita sociale è in pratica giunta a termine [...] la situazione è sotto molti aspetti catastrofica [...] sette decimi della città sono stati distrutti [...] più di 100.000 persone sono state evacuate [...] vi fu, di fatto, il panico».
Hitler si infuriò per queste incursioni, e ordinò un'immediata rappresaglia. Il 14 aprile 1942 dispose «che la guerra aerea contro l'Inghilterra abbia un timbro più aggressivo. Di conseguenza, quando vengono selezionati gli obiettivi si deve dare la preferenza a quelli in cui è probabile che gli attacchi abbiano il maggiore effetto possibile sulla vita civile. Oltre alle incursioni contro porti e industrie, attacchi terroristici con lo scopo di rappresaglia [Vergeltungsangriffe] devono essere portati avanti su altre città oltre che su Londra». Dopo il bombardamento di Bath tra il 25 e il 27 aprile 1942, Goebbels scrisse che Hitler aveva l'intenzione di «ripetere queste incursioni notte dopo notte finché i britannici non saranno piagati e sfiancati da questi attacchi terroristici», e che «era opinione assolutamente condivisa che i centri culturali, le località di cura e i centri abitati dovessero essere attaccati [...] non vi è altro modo per riportare i britannici alla ragione».
La campagna di bombardamenti fu etichettata da entrambe le parti come "Baedeker Blitz" dopo una dichiarazione propagandistica rilasciata dal barone Gustav Braun von Stumm, un portavoce del ministero degli esteri tedesco. Risulta che von Stumm, il 24 aprile 1942, dichiarò che i tedeschi avrebbero bombardato «tutti gli edifici in Gran Bretagna contrassegnati da tre stelle sulla Guida Baedeker», riferendosi a una popolare guida turistica dell'epoca diffusa in Germania. Goebbels era furioso: desideroso di marchiare gli attacchi britannici come "bombardamenti terroristici", era ugualmente desideroso di designare gli attacchi tedeschi come "misure di ritorsione", ma l'incauta uscita di von Sturm ammetteva che, in effetti, i tedeschi stavano prendendo di mira obiettivi storici e culturali.

## Il Blitz
Il compito di portare avanti gli attacchi fu affidato ai gruppi da bombardamento della Luftflotte 3, ovvero il Kampfgeschwader 2 (KG2) e il Kampfgruppe 106 (KG 106) guidati dagli aerei esploratori del Kampfgeschwader 100 (I/KG100). Ciascun raid sarebbe stato portato a termine da 30 o 40 bombardieri, e per incrementare l'efficacia fu stabilito che ognuno di essi avrebbe condotto due sortite per notte; ciascun raid si sarebbe sviluppato in due periodi di 60 e 90 minuti, intervallati da un periodo di due o tre ore.
La prima incursione del "Baedeker Blitz" fu diretta su Exeter nella notte tra il 23 e il 24 aprile; questo attacco causò pochi danni, ma una seconda incursione lanciata la notte successiva fu molto più pesante, causando 80 vittime tra la popolazione. Nelle notti tra il 25 e il 26 aprile e tra il 26 e il 27 aprile la Luftwaffe attaccò Bath, causando danni estesi e circa 400 vittime. Questi bombardamenti giunsero a un mese di distanza dall'incursione britannica su Lubecca, e coincisero con le quattro incursioni notturne scatenate dal Bomber Command contro Rostock. Nella notte tra il 27 e il 28 aprile la Luftwaffe attaccò Norwich, sganciando più di 90 tonnellate di bombe e causando 67 morti; nella notte tra il 28 e il 29 aprile i bombardieri attaccarono invece York, causando pochi danni materiali ma 79 vittime tra la popolazione.
Dopo una settimana di interruzione, nella notte tra il 3 e il 4 maggio la Luftwaffe ritornò su Exeter, causando gravi danni al centro cittadino e 164 morti tra la popolazione; la notte seguente fu invece attaccata Cowes, un bersaglio di valore sia culturale che militare visto che ospitava i cantieri navali della J. Samuel White. Nella notte tra l'8 e il 9 maggio si verificò un nuovo attacco a Norwich, rivelatosi però inefficace benché più di 70 aerei vi avessero preso parte. Nel corso di maggio la Luftwaffe bombardò anche Kingston upon Hull (un importante porto e quindi un bersaglio di valore militare), Poole, Grimsby e, alla fine del mese, Canterbury; quest'ultimo raid, giunto in corrispondenza con il grande bombardamento di Colonia condotto dalla RAF nell'ambito dell'operazione Millennium, coinvolse 77 bombardieri che sganciarono 40 tonnellate di bombe causando 43 morti tra la popolazione.
Nel complesso, i raid del "Baedeker Blitz" causarono un totale di 1.637 morti e 1.760 feriti tra i civili, oltre a distruggere o danneggiare più di 50.000 abitazioni private. Diversi edifici di valore storico o culturale furono colpiti, tra cui la York Guildhall e la Bath Assembly Rooms, ma molti altri sfuggirono al danneggiamento (tra cui la Cattedrale di Norwich, la Cattedrale di Exeter, la Cattedrale di Canterbury e la Cattedrale di York). Per infliggere questi danni relativamente contenuti i tedeschi subirono forti perdite, pari a 40 bombardieri abbattuti e 150 aviatori morti o dispersi; la necessità di portare rinforzi alle truppe impegnate nell'Africa settentrionale e lungo il fronte russo portò alla cancellazione di ulteriori raid alla fine di maggio, anche se incursioni colpisci-e-fuggi contro le città della costa furono portate avanti da cacciabombardieri Focke-Wulf Fw 190 ancora per qualche tempo.

## Conseguenze
Benché il "Baedecker Blitz" si consideri concluso alla fine del maggio 1942, attacchi della Luftwaffe contro centri storici e culturali dell'Inghilterra furono condotti anche nei due anni seguenti. Nel giugno 1942 la Luftwaffe attaccò Ipswich, Poole e di nuovo Canterbury, Southampton (un obiettivo militare), Norwich nuovamente e quindi Weston-super-Mare. In luglio si ebbero tre raid su Birmingham, altri tre su Middlesbrough e uno su Hull, tutti centri industriali e di valore militare, ma in agosto i tedeschi tornarono ai bersagli culturali colpendo Norwich, Swansea, Colchester e Ipswich. In settembre furono colpite Sunderland (un centro industriale e navale) e Kings Lynn (una cittadina commerciale senza alcun valore militare), ma con gruppi non più numerosi di 20 bombardieri per volta: un chiaro segno delle pesanti perdite inflitte ai tedeschi dalle difese contraeree britanniche.
Nel tentativo di ridurre le perdite, la Luftwaffe sperimentò sia i bombardamenti a bassa quota sia quelli a quote altissime. Nell'agosto 1942 due Junkers Ju 86, modificati per raggiungere quote inaccessibili ai caccia britannici, compirono incursioni nel sud dell'Inghilterra: questi bombardieri poterono operare con assoluta impunità per settimane, e il 28 agosto colpirono Bristol causando 48 morti; i voli ad alta quota furono tuttavia interrotti dopo che uno degli Ju 86 fu abbattuto da caccia Supermarine Spitfire modificati per raggiungere altitudini più elevate. Il 31 ottobre 1942 invece 30 cacciabombardieri Fw 190 scortati da altri 60 caccia attaccarono Canterbury a bassa quota, sganciando 28 bombe che causarono 30 morti; i caccia britannici risposero abbattendo tre degli attaccanti.
Alla fine del 1942, 3.236 persone erano rimaste uccise e 4.148 ferite nel corso di raid aerei sul Regno Unito; nello stesso periodo, tuttavia, la forza della Luftwaffe a occidente era andata progressivamente calando mentre all'opposto il Bomber Command britannico accresceva la sua consistenza e portava avanti con regolarità raid di 200 o più bombardieri sulle città tedesche.
All'inizio del 1943 la Luftlotte 3 ricevette rinforzi e riprese le incursioni sul modello del Bedeker Blitz. Nella notte tra il 17 e il 18 gennaio la Luftwaffe colpì Londra, ripetendo l'azione il 20 gennaio e soprattutto il 3 marzo, quando una calca verificatasi presso il rifugio antiaereo della stazione di Bethnal Green causò 178 morti. Nel corso dell'anno furono colpiti diversi bersagli, sia dotati di importanza strategica  (Southampton, Plymouth, Portsmouth, Hull, Sunderland, Newcastle) che privi di ogni importanza militare (Eastbourne, Hastings, Maidstone, Cheltenham, Chelmsford, Lincoln). Entro la fine del 1943 la Luftwaffe aveva portato a termine circa 20 incursioni in cui furono sganciate più di 10 tonnellate di bombe, per un totale di 2.320 tonnellate sganciate nel corso dell'intero anno le quali provocarono 2.372 morti e 3.450 feriti; in confronto, la RAF aveva sganciato 2.480 tonnellate di bombe nel corso di un'unica incursione su Berlino quell'anno.
Gli attacchi sul modello del Baedeker Blitz cessarono nel 1944, dopo che la Luftwaffe ebbe realizzato che simili azioni erano completamente inefficaci. Il 21 gennaio 1944 la Luftwaffe diede avvio all'operazione Steinbock, una serie di attacchi concentrati sulla sola Londra coinvolgendo in una volta sola tutti i bombardieri disponibili a occidente; ancora una volta, le perdite furono alte e i risultati modesti. Gli aerei tornarono quindi a concentrarsi sulle città portuali, mentre gli attacchi strategici alle città sarebbero ripresi solo nel giugno 1944 con l'impiego delle Vergeltungswaffen.